# Egipt na Mistrzostwach Świata w Lekkoatletyce 2017
Egipt na Mistrzostwach Świata w Lekkoatletyce 2017 – reprezentacja Egiptu podczas mistrzostw świata w Londynie liczyła 4 zawodników, którzy nie zdobyli medalu.

## Skład reprezentacji
Mężczyźni
| Zawodnik             | Konkurencja        | Eliminacje | Eliminacje | Półfinał | Półfinał | Finał | Finał   |
| Zawodnik             | Konkurencja        | Wynik      | Pozycja    | Wynik    | Pozycja  | Wynik | Pozycja |
| -------------------- | ------------------ | ---------- | ---------- | -------- | -------- | ----- | ------- |
| Mohamed Ahmed Hamada | Bieg na 800 metrów | DNF        | DNF        | NQ       | NQ       | NQ    | NQ      |

| Zawodnik               | Konkurencja    | Kwalifikacje | Kwalifikacje | Finał | Finał   |
| Zawodnik               | Konkurencja    | Wynik        | Pozycja      | Wynik | Pozycja |
| ---------------------- | -------------- | ------------ | ------------ | ----- | ------- |
| Mostafa Amr Hassan     | pchnięcie kulą | 19,23        | 30.          | NQ    | NQ      |
| Hassan Mohamed Mahmoud | rzut młotem    | 69,92        | 29.          | NQ    | NQ      |

Kobiety
| Zawodnczka | Konkurencja                     | Eliminacje | Eliminacje | Półfinał | Półfinał | Finał | Finał   |
| Zawodnczka | Konkurencja                     | Wynik      | Pozycja    | Wynik    | Pozycja  | Wynik | Pozycja |
| ---------- | ------------------------------- | ---------- | ---------- | -------- | -------- | ----- | ------- |
| Lina Ahmed | Bieg na 100 metrów przez płotki | 13,78      | 38.        | NQ       | NQ       | NQ    | NQ      |